# Burke, Vermont
Burke är en kommun (town) i Caledonia County i delstaten Vermont, USA. Vid folkräkningen år 2000 bodde 1 571 personer på orten. Den har enligt United States Census Bureau en area på totalt 88,2 km². Kommunen består av de tre byarna East Burke, West Burke och Burke Hollow. 